# Старо-Оряхово
Ста́ро-Оря́хово (болг. Старо Оряхово) — село у Варненській області Болгарії. Входить до складу общини Долішній Чифлик.

## Населення
За даними перепису населення 2011 року у селі проживали 2600 осіб.
Національний склад населення села:
| Національність   | Кількість осіб | Відсоток |
| ---------------- | -------------- | -------- |
| болгари          | 1202           | 92,0%    |
| турки            | 26             | 2,0%     |
| цигани           | 7              | 0,5%     |
| інша             | 63             | 4,8%     |
| не визначились   | 8              | 0,6%     |
| Всього відповіли | 1306           |          |

Розподіл населення за віком у 2011 році:
Динаміка населення: